# Ъпсайклинг
Ъпсайклинг (на английски: upcycling) представлява използването на отпадъчни материали, безполезни или нежелани продукти в нови материали и продукти, които се приемат за по-качествени, с по-голяма художествена или екологична стойност.
Целта на ъпсайклинга е да не се губят потенциално полезни материали. Това намалява разхода на суровини и енергия, като в същото време не замърсява нито въздуха, нито водата и не се отделят парникови газове.
Понякога не коства почти нищо да бъде даден нов живот на продукти иначе приготвени за изхвърляне, например дрехите, предадени за втора употреба. Друг път обаче енергията, използвана за възстановяването на един продукт, е по-голяма от тази, използвана за неговото производство, и ако тази енергия идва от изкопаеми горива, понякога ъпсайклингът може дори да вреди на природата.
В английския език ъпсайклинг се използва също като творческо повторно използване, като в това му значение се визира създаването на произведения на изкуството от отпадъчни материали или части от предишни продукти. Картини от парчета пластмаса от бутилки, цветя от отпадъчна хартия, модел на автомобил от пластмасови или метални капачки и други.